# Orbulina
Orbulina es un género de foraminífero planctónico de la subfamilia Orbulininae, de la familia Globigerinidae, de la superfamilia Globigerinoidea, del suborden Globigerinina y del Orden Globigerinida. Su especie tipo es Orbulina universa. Su rango cronoestratigráfico abarca desde el Serravaliense (Mioceno medio) hasta la Actualidad.

## Descripción
Orbulina incluye especies con conchas esféricas, inicialmente trocoespiraladas globigeriniformes y finalmente unicameradas; presentan 4 a 5 cámaras por vuelta en el estadio trocoespiralado, con una forma globular ligeramente comprimida; su última cámara es grande, esférica, y fuertemente abrazadora, envolviendo por completo la parte trocoespiralada, la cual puede estar suspendida en su interior y sujeta por las espinas que perforan la pared de la cámaras externas; en el estadio trocoespiralado, su abertura es umbilical y bordeada por un labio irregular; su cámara final presenta aberturas suplementarias suturales; presentan pared calcítica hialina, perforada y espinosa; los poros son grandes y el conjunto forma una abertura múltiple areal; sus primeras vueltas de espira no presentan espinas, y en las últimas vueltas de espira y última cámara, las espinas son alargadas, naciendo de una base elevada, y con una sección circular, triangular o incluso trirradiada; las espinas que nacen de las cámaras precedentes y atraviesan la pared de la última cámara no presentan base elevada en la superficie exterior; en el estadio inicial, la pared es muy lisa y delicada, pudiendo ser reabsorbida durante el crecimiento o durante el ciclo reproductivo; la reabsorción se inicia por las aberturas suturales y las cámaras iniciales.

## Discusión
Candorbulina  y Biorbulina se consideran sinónimos subjetivos posteriores de Orbulina. La especie-tipo de Candorbulina es realmente suturalis, aunque el autor que la definió consideró por error que se trataba de universa, que es la especie tipo de Orbulina. Ambas especies son diferentes en un aspecto fundamental: mientras que universa tiene una última cámara esférica que engloba a todas las demás, la última cámara de suturalis, aunque muy abrazadora, no lo hace. Por esta razón, algunos autores han reconsiderado que Candorbulina y Orbulina son diferentes y deben ser separados. La principal diferencia propuesta para Biorbulina es su concha bilobada o bicamerada (con dos cámaras). Se debe a que su última cámara, aunque fuertemente abrazadora, no envuelve por completo la parte trocoespiralada como en Orbulina, dejando visible la penúltima cámara. Las formas tipo Biorbulina son poco abundantes, y por esta razón se consideró que eran formas aberrantes de Orbulina. No obstante, también podría ser considerado un taxón válido si se confirma que no incluye formas teratológicas.

## Ecología y Paleoecología
Orbulina incluye especies con un modo de vida planctónico (carnívoro, con simbiontes), de distribución latitudinal tropical a templada, y habitantes pelágicos de aguas superficiales a intermedias (medio epipelágico a mesopelágico superior).

## Clasificación
Orbulina incluye a las siguientes especies:
- Orbulina bilobata †, también considerada Candorbulina bilobata
- Orbulina suturalis †, también considerada Candorbulina suturalis
- Orbulina universa
- Orbulina parkerae

Otras especies consideradas en Orbulina son:
- Orbulina auturalis
- Orbulina biloba
- Orbulina bisphaerica
- Orbulina bituminosa
- Orbulina circularosuturalis
- Orbulina cornwallisi
- Orbulina ingens
- Orbulina intermedia
- Orbulina neojurensis
- Orbulina ovalis
- Orbulina perforata
- Orbulina quadrilobata
  - Orbulina quadrilobata alpha
  - Orbulina quadrilobata incrusta

En Orbulina se ha considerado el siguiente subgénero:
- Orbulina (Mirga), también considerado como género Mirga